# Churubusco (Mexico-Stad)
Churubusco is een wijk van Mexico-Stad, gelegen in het district Coyoacán.
De naam is een verbastering van Huitzilopochco, plaats van Huitzilopochtli. Huichilopochtli was de Azteekse stamgod, aan wie in Churubusco een tempel was gewijd. Bij de Spaanse verovering in 1521 werd Churubusco met de grond gelijk gemaakt. Enkele jaren later werd er door Franciscaner monniken een klooster gesticht. Churubusco is echter vooral bekend vanwege de slag om Churubusco, tijdens de Mexicaans-Amerikaanse Oorlog in augustus 1847. De Mexicanen onder leiding van Pedro María Anaya wisten lang stand te houden, maar werden uiteindelijk door een gebrek aan munitie gedwongen zich over te geven aan de Amerikanen. Tien jaar later werd op last van president Ignacio Comonfort een monument gebouwd om deze slag te herdenken.
In 1869 werd het klooster omgebouwd tot militair hospitaal. Tegenwoordig is er het Museum van de Interventies (Museo de las Intervenciones) gevestigd, met tentoonstellingen over de aanvallen op het Mexicaanse grondgebied door Spanje (1829), Frankrijk (1838, 1861-1867) en de Verenigde Staten (1846-1848, 1914, 1916). Tevens in Churubusco zijn de Estudios Churubusco, een van de grootste en oudste filmstudio's van Latijns-Amerika.